# Mädchen mit Haarband
Mädchen mit Haarband (Originaltitel Girl with Hair Ribbon) ist ein Gemälde des US-amerikanischen Künstlers Roy Lichtenstein aus dem Jahr 1965. Das 48 Zoll × 48 Zoll (121,9 cm × 121,9 cm) große Bild befindet sich im Museum of Contemporary Art in Tokio. Lichtenstein malte das Bild nach dem Panel eines Comics von John Romita senior. Das Gemälde gilt als typisches Werk der amerikanischen Pop Art und als Beispiel für Abstrakte Malerei.

## Bildbeschreibung
Auf dem quadratischen Gemälde ist in einer Großaufnahme das Mädchen mit Haarband, eine junge Frau mit leicht geneigtem Kopf im Halbprofil, dargestellt. Über ihre rechte Schulter blickt sie den Betrachter mit leicht gesenkten Augenlidern an. Auf den ersten Blick scheint sie bekümmert und flehend. Bei näherer Betrachtung ist jedoch ihr sehnsüchtiger und verführerischer Blick erkennbar. Möglicherweise flirtet sie grade und möchte mit ihren roten Lippen und dem schulterlangen, blonden Haar, das sie trotz Haarband ins Gesicht fallen lässt, ihre Zurückhaltung und Schüchternheit überspielen. Diese kokette Zurückhaltung kommt vor allem durch die Stellung der Schulter zum Ausdruck, die eine Barriere zum Betrachter bildet.
Die Farben des Haarbands, Blau, Rot und Weiß, die einander viermal in Wellenlinien ablösen, wiederholen sich im gesamten Bild. Das Blau ist in den Augen des Mädchens wiederzufinden, das Rot im Hintergrund des Bildes und das Weiß auf der Haut, als Andeutung der Zähne im leicht geöffneten Mund, und auf der weißen Augenhaut.

## Deutung
Das Bild zeigt beispielhaft, wie Lichtenstein mit dem Betrachter spielt: Einerseits lenkt er die Aufmerksamkeit des Betrachters auf das idealisierte Bild einer zarten Blondine, ihr Gesicht und ihre Gefühle, andererseits lässt er das Gemälde mechanisch und kalt erscheinen, denn die extreme Vergrößerung des Comics zwingt zum genaueren Hinsehen und zeigt wie abstrakt und künstlich die Darstellung ist. Das Gesicht besteht aus einer Fläche von gleichen roten Rasterpunkten, leer gelassene Flächen stellen Schattierungen dar. Die Augen bestehen ebenfalls aus blauen Rasterpunkten. Das goldblonde Haar ist nichts anderes als eine von schwarzen Konturen durchsetzte gelbe Fläche. Die Schulter ist ein viertel Kreis, der durch eine schwarze Linie abgegrenzt wird, teilweise aus Rasterpunkten besteht oder weiß ist.
Comics wurden in den 1960er Jahren aus Kostengründen meist mit einer reduzierten Farbpalette oder mit grobem Raster gedruckt. Lichtenstein ahmte mit seiner Malweise diese industrielle Herstellung von Bildern im Offsetdruck nach und verwendete einfarbige flächige Farben, die keinerlei Individualität aufweisen und die Spuren menschlichen Malens verstecken. Er meinte, sein Bild solle dem Betrachter mit voller Wucht entgegentreten und den Eindruck erwecken, man habe es nicht mit Ersatz und Täuschung, sondern mit äußerst gefühlvollen und großartigen Menschen zu tun. Seine Schlussfolgerung lautete, dass das, was man zu sehen glaubt, gleich einer Optischen Täuschung nicht das ist, was man sieht. Somit weist Lichtenstein darauf hin, dass das, was der Betrachter auf Gemälden gerne sehen möchte, ohnehin nicht da ist.
Lichtenstein verzichtet in seinem Gemälde auf den erzählerischen Rahmen des Comics und reißt das Comicpanel aus dem Zusammenhang. Des Weiteren veränderte er im Panel Details und entfernte er die Denkblase, in der in Großbuchstaben stand „IS THIS WHERE I REALLY BELONG…? H–HAVE I BEEN REACHING FOR THE MOON?“. Dadurch verliert das Gemälde seine ehemalige Bedeutung und kann nun anders gedeutet werden.

## Entstehung
Lichtenstein malte das Bild wie mehrere seiner Werke nach einem Comicpanel des US-amerikanischen Comiczeichners John Romita senior. Zunächst erstellte er hierzu eine etwa 15 cm × 15 cm große Studie mit den Anmerkungen „red dots“ und „for Otto“. Bei dieser wurden Strukturen nur durch Konturzeichnungen kenntlich gemacht und einfarbig flächig ausgemalt. Die Farben des Comics wurden reiner und leuchtender wiedergegeben. Details veränderte Lichtenstein, bis er mit der Bildkomposition zufrieden war. Hierbei entfernte er die Denkblase, veränderte er Haarfarbe und Schattierung des Gesichts und fügte das charakteristische Haarband hinzu. Daraufhin vergrößerte er das Bild in der Projektion und übertrug es auf die Leinwand. Die Umrisse zeichnete er nach, wobei er erneut einige Details veränderte. Das Bild malte Lichtenstein schließlich mit Öl und Acryl auf die weiß grundierte Leinwand. Gesicht, Hals und Schulter der jungen Frau wurden mit roten Rasterpunkten, den Benday Dots, ausgefüllt. Diese bestehen aus roter Farbe, die durch ein Sieb auf die weiß grundierte Leinwand gebürstet wurde.

## Einordnung in das Werk Lichtensteins

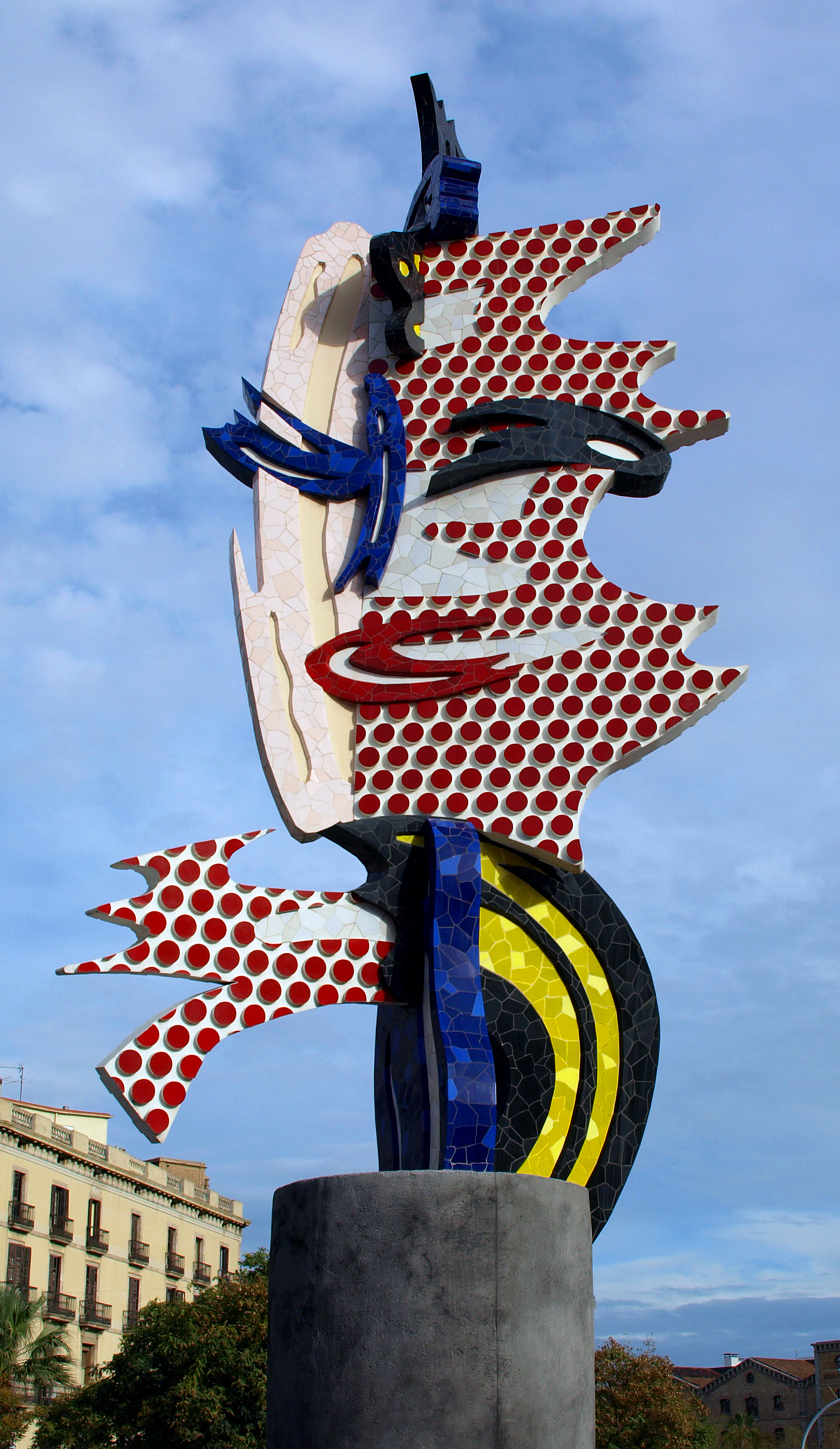
An der Skulptur Brushstroke Head IV sind einige Elemente des Originalwerks erkennbar: Benday Dots, gelbe Flächen und Kussmund

Seit 1961 schuf Lichtenstein Gemälde auf der Grundlage von Comics. Das Mädchen mit Haarband steht 1965 am frühen Ende dieser Phase, als Lichtenstein comicartige Werke bereits seltener schuf. Die wichtigsten Themen dieser Phase waren ihm Liebe und Krieg, die er möglichst steril und unpersönlich in Szene setzte. Die Liebe wird dementsprechend im vorliegenden Gemälde thematisiert, das durch die Verwendung übermäßig großer Benday Dots industriell gefertigt und unpersönlich erscheinen soll.
Das Motiv der typischen jungen Frau verwendete Lichtenstein ebenfalls in einer Reihe seiner Werke. Auf Grundlage von Comics schuf er vor allem Großaufnahmen von Gesichtern, wie das Mädchen mit Haarband.
Elemente des Bildes verarbeitete Lichtenstein in späteren Werken. In der dreiteiligen surrealistischen Bilderserie „Mädchen mit Träne“ (Originaltitel „Girl with Tear“) aus dem Jahr 1977 blieb vom vollen Haar eine einzelne Strähne und vom Gesicht nur die eine Hälfte übrig. Aus dem verbliebenen Auge kullert eine Träne. Die Schulter, die im Original durch einen viertel Kreis angedeutet wurde, wandelt sich paradoxerweise in eine Kugel.
In der abstrakten Lithografie „Blonde“ von 1978 ist hingegen der gesamte Kopf, wenn auch schwebend, im Halbprofil erkennbar. Der Blick wirkt jedoch trauriger, das Bild hat hier an Farbe eingebüßt und die Rasterpunkte sind zugunsten von strukturierten Linien verschwunden.
Auch an späteren Werken sind einzelne Elemente des ursprünglichen Bildes erkennbar, so unter anderem an den Brushstroke-Head-Skulpturen von 1987. Das Haar wird mittlerweile als Pinselstrich, als Brushstroke, aufgenommen und außer dem roten Kussmund und den Benday Dots erinnert nicht mehr viel an die ursprüngliche Gestalt des Bildes.

## Werksgeschichte und Rezeption
Das Gemälde entstand am Ende von Lichtensteins Cartoon-Periode, die von 1961 bis 1965 dauerte. Zu dem Zeitpunkt war Lichtenstein bereits sehr bekannt, wenn auch nicht unumstritten. Hauptvorwurf seiner zeitgenössischen Kritiker war der Mangel an Originalität. Dieses Thema nahm die Appropriation-Art-Künstlerin Elaine Sturtevant auf, die 1967 eine Kopie von Girl with Hair Ribbon malte. Sie nannte ihr Werk Lichtenstein Girl with Hair Ribbon.
Lichtensteins Gemälde war das letzte Hauptwerk der frühen und mittleren 1960er Jahre, das Lichtenstein in den 1990ern noch besaß. Es wurde in der National Gallery of Art in Washington, D.C. ausgestellt. Während Lichtenstein im Januar 1993 noch davon sprach, dass das Gemälde nicht zum Verkauf stünde, traf er im März desselben Jahres Absprachen mit dem Museum of Contemporary Art in Tokio und verkaufte das Gemälde, dessen Wert auf etwa 1,5 bis 2,5 Millionen US-Dollar geschätzt wurde, schließlich im November 1994 für den beträchtlichen Preis von 6 Millionen US-Dollar nach Japan. Der Kauf des Werkes reihte sich in die Käufe von etwa 500 Hauptwerken (darunter Andy Warhols Marilyn Monroe von 1967) ein. Das Museum, das erst 1995 eröffnet wurde, wollte diese abwickeln, ohne viel Aufmerksamkeit zu erregen. Aufgrund des hohen Preises und vorheriger Aussagen Lichtensteins zur Unverkäuflichkeit des Bildes rief der Verkauf jedoch sowohl in Amerika als auch in Japan Aufmerksamkeit, Verwirrung und Erstaunen hervor.
Das Mädchen mit Haarband wird in mehreren Filmbeiträgen vorgestellt, u. a.:
- 1000 Meisterwerke – Amerikanische Malerei der 1950er und 60er Jahre. Roy Lichtenstein (1923–1997): Mädchen mit Haarband – Girl with hair ribbon, 1965. Arthaus Musik GmbH, DVD-Ausgabe Berlin 2008, ISBN 3-939873-82-9 (online: a b)
- Roy Lichtenstein, Melvyn Bragg, Chris Hunt: Roy Lichtenstein. RM Arts, Iambic Productions, London Weekend Television South Bank Show production. Phaidon, London, 1995, ISBN 0-7148-6019-0 (youtube.com)